# HD 202206
HD 202206 é uma estrela anã amarela localizada a aproximadamente 148 anos-luz de distância da Terra, na constelação de Capricornus. A estrela é orbitada por uma anã marrom e um companheiro planetário em uma configuração de ressonância orbital de 5:1.

## Distância, idade e metalicidade
A estrela é semelhante ao Sol em massa, raio e luminosidade, embora estimado para ser mais velho, em torno de 5,6 bilhões de anos de idade. Além disso, é mais rico em metais que o Sol com base na quantidade de ferro em relação ao hidrogênio.

## Sistema planetário
Em 2000, a análise das medições da velocidade radial da estrela revelaram a existência de uma companheira anã marrom (designado de HD 202206 b) com pelo menos 17 vezes a massa de Júpiter ao redor da estrela em uma excêntrica órbita com um período de cerca de 256 dias. Esta massa excede o limite de 13 massas de Júpiter acima do qual um objeto pode sofrer fusão deutério em seu núcleo, que alguns consideram ser a linha divisória entre planetas e anãs marrons, uma definição que é apoiado pela União Astronômica Internacional. No entanto, alguns autores têm sugerido que o processo de acreção de núcleo (o modelo tradicional para a formação de planetas) pode formar objetos acima deste limite, até cerca de 25-30 massas de Júpiter. A classificação de HD 202206 b como uma anã marrom ou "superplaneta" está claro.
Mesmo depois da descoberta de HD 202206 b, a estrela ainda mostrava um desvio nas medições da velocidade radial, indicando outro companheiro em uma órbita de mais longo prazo. Em 2004, depois de mais observações, os parâmetros de um companheiro foi anunciado. Este companheiro é acima do tamanho de Júpiter, tem uma massa planetário pelo menos 2,44 vezes a de Júpiter, e tem uma órbita excêntrica levando cerca de 1.384 dias para ser concluída. O planeta está localizado em um ressonância orbital de 5:1 com o companheiro interior.
A história da formação deste sistema planetário é interessante: dependendo do método de formação do companheiro interior, o sistema pode ser considerado como consistindo de um superplaneta e um planeta, ou, alternativamente, um planeta que gira numa órbita circumbinária.